# Том Бревурт
Том Бревурт (англ. Tom Brevoort) — американський редактор коміксів, відомий роботою для видавництва Marvel Comics, де керував такими серіями, як New Avengers, Civil War і Fantastic Four. У 2007 році він став виконавчим редактором, а в січні 2011 року був призначений додатково до посади старшого віцепрезидента видавництва.

## Кар'єра
Том Бревурт почав працювати в Marvel Comics як стажист у коледжі в 1989 році. Коментуючи причини, що спонукали його погодитися на неоплачувану роботу початкового рівня, Бревурт згадує: «Ну, очевидно, для того, щоб отримати перевагу під час входження до бізнесу». Бревурт продовжує: «На курсі ілюстрації, яку я відвідував в Університеті Делавер, студенти старших курсів мали пройти стажування в будь-якій компанії або установі, пов'язаній з областю ілюстрації. Під час першої орієнтації першокурсників голова факультету згадав, що раніше вони влаштували одного студента в Marvel Comics, і я вирішив, що саме туди я й спрямую свої зусилля».
Бревурт пройшов шлях до помічника редактора, а згодом до самого редактора. З 2007 року він обіймав посаду виконавчого редактора Marvel Comics і відповідав за кількома серіями, включаючи New Avengers, Civil War і Fantastic Four.
У липні 2010 року Бревурт і його колега-редактор Marvel Comics Аксель Алонсо почали щотижневу колонку на ресурсах коміксів під назвою «Marvel T&A», нова частина якої з'являється щоп'ятниці разом із колонкою Джо Кесади «Cup O' Joe».
4 січня 2011 року Том Бревурт був підвищений до старшого віцепрезидента видавництва Marvel Comics.
Станом на 2020 рік Бревурт є редактором Marvel Comics, що працював довше за всіх інших редакторів.

## Нагороди
- Премія Вілла Ейзнера в галузі коміксів 1997 року за найкращого редактора (номінація за Untold Tales of Spider-Man та Daily Bugle)[8].